# Huara
Huara è un comune del Cile, situato nella Provincia del Tamarugal della Regione di Tarapacá. Al censimento del 2002 possedeva una popolazione di 2.599 abitanti.
Il comune fu fondato nel 1885.

## Società

### Evoluzione demografica
| Censimento del 1992 | Censimento del 2002 |
| 1.972 ab.           | 2.599 ab.           |